# Wilhelm Roegge

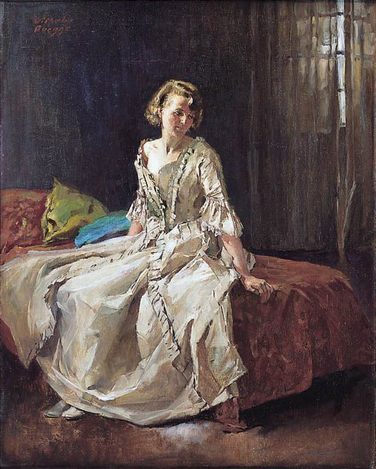
Porträt im Innenraum, um 1920

Wilhelm Roegge (* 12. Juni 1870 in München; † 10. März 1946 in Oberaudorf) war ein deutscher Illustrator und Maler.

## Leben
Wilhelm war ein Sohn des bayerischen  Historienmalers Ernst Friedrich Wilhelm Rögge.
Er studierte ab 1886 an der Königlichen Akademie der Künste in München bei Wilhelm Lindenschmit und Karl Raupp.
Er wurde später Mitglied der Münchner Künstlergenossenschaft.
Danach war er vor allem als Illustrator tätig.
Wilhelm Roegge war 1937, 1938, 1939 und 1941 auf der Großen Deutschen Kunstausstellung in München vertreten. Dabei erwarb Hitler 1939 sein Ölgemälde „Kurze Rast“ für 2500 RM.

## Werk
Wilhelm Roegge schuf Gemälde im traditionellen Stil von
 Carl Spitzweg.
Außerdem zeichnete er Illustrationen für zahlreiche Bücher und  Zeitschriften, wie in Kürschners Bücherschatz und dem J. P. Bachem Verlag. Außerdem für Mark Twains
„Die Abenteuer des Tom Sawyer“ (1900), Jules Verne „Reise um die Erde in 80 Tagen“ (1900), „Fünf Wochen im Reich des Lüfte“ (1903), Josephine Sieber Die Steinbergs (1913) u.v.a.m.